# Porúbka (okres Žilina)
Porúbka (maďarsky Túrirtovány, do roku 1899 Porubka) je obec v okrese Žilina na Slovensku. Žije v ní 519 obyvatel. První písemná zmínka o vesnici pochází z roku 1362.

## Historie
První písemná zmínka o vesnici je z roku 1362, kdy Porúbka byla součástí lietavského panství. Obec patřila zemanským rodinám Práznovských a Egresyů. Od roku 1439 do 18. století patřila ke strečenskému panství. Osídlení se formovalo podél vodního toku Rajčianky a cesty, později se zástavba rozšiřovala kolem místních cest a potoka Ušanka.
V roce 1899 vzhled krajiny změnila vystavěná železniční trať Žilina–Rajec a v Porúbce byla vybudována železniční zastávka. V roce 1930 měla obec již 59 domů a 402 obyvatel a populační maximum dosáhla v roce 1961 s 504 obyvateli v 126 obydlených domech.
Po druhé světové válce občané přestavěli zvonici, která slouží jako kaple. Obec byla v roce 1960 přičleněna k Lietavské Lúčce a později byla součástí Žiliny. Od roku 1990 je samostatnou obcí.

## Přírodní poměry
Obec Porúbka leží v Žilinské kotlině, na terasovitých náplavech řeky Rajčianky v nadmořské výšce 350–590 metrů. Po obou stranách státní silnice I/64. Rozloha katastrálního území je přibližně 345 hektarů. Obec se nachází deset kilometrů jižně od krajského města Žiliny.
Z jihovýchodní strany obce se nachází pohoří Malá Fatra, jihozápadním směrem leží Strážovské vrchy, které se Súľovskými skalami a skalním hřebenem nad Rajeckými Teplicemi tvoří rozhraní Žilinské a Rajecké kotliny. V okolí je povrch většinou tvořen z měkkých, málo odolných jílovců a pískovců centrálního karpatského flyše. V okolí obce roste několik druhů vzácných a chráněných druhů rostlin, z dřevin převládá smrk a buk. Do správního území obce zasahuje část přírodní rezervace Slnečné skaly.

## Obecní symboly
Obecní znak má podobu modrého štítu s vyobrazením anděla se stříbrnými křídly ve zlaté tunice a se zlatou přilbicí, zdobenou červeným chocholem. Anděl drží v pravé ruce sklopený meč a v levé ruce štít s červeným křížem a vítězně stojí na hadovitém drakovi.
Vlajka je tvořena devíti vodorovnými pruhy v barvách modrá, bílá, žlutá, modrá, červená, modrá, žlutá, bílá a modrá. Vlajka má poměr stran 2:3 a ukončena je třemi cípy, tj. dvěma zástřihy, sahajícími do třetiny jejího listu.